# Aeródromo Municipal da Maia
O Aeródromo Municipal da Maia cujo nome oficial é Aeródromo de Vilar de Luz, está localizado na Freguesia de Folgosa, no concelho da Maia (N 41º 16´43 - W 08º 31' 07), inserido na região metropolitana do Porto. Tem uma pista com 1309 m de comprimento (de um total de 1700 m asfaltados), largura de 29 m e um declive de 1,2%, estando apenas certificada para aviação ligeira. 

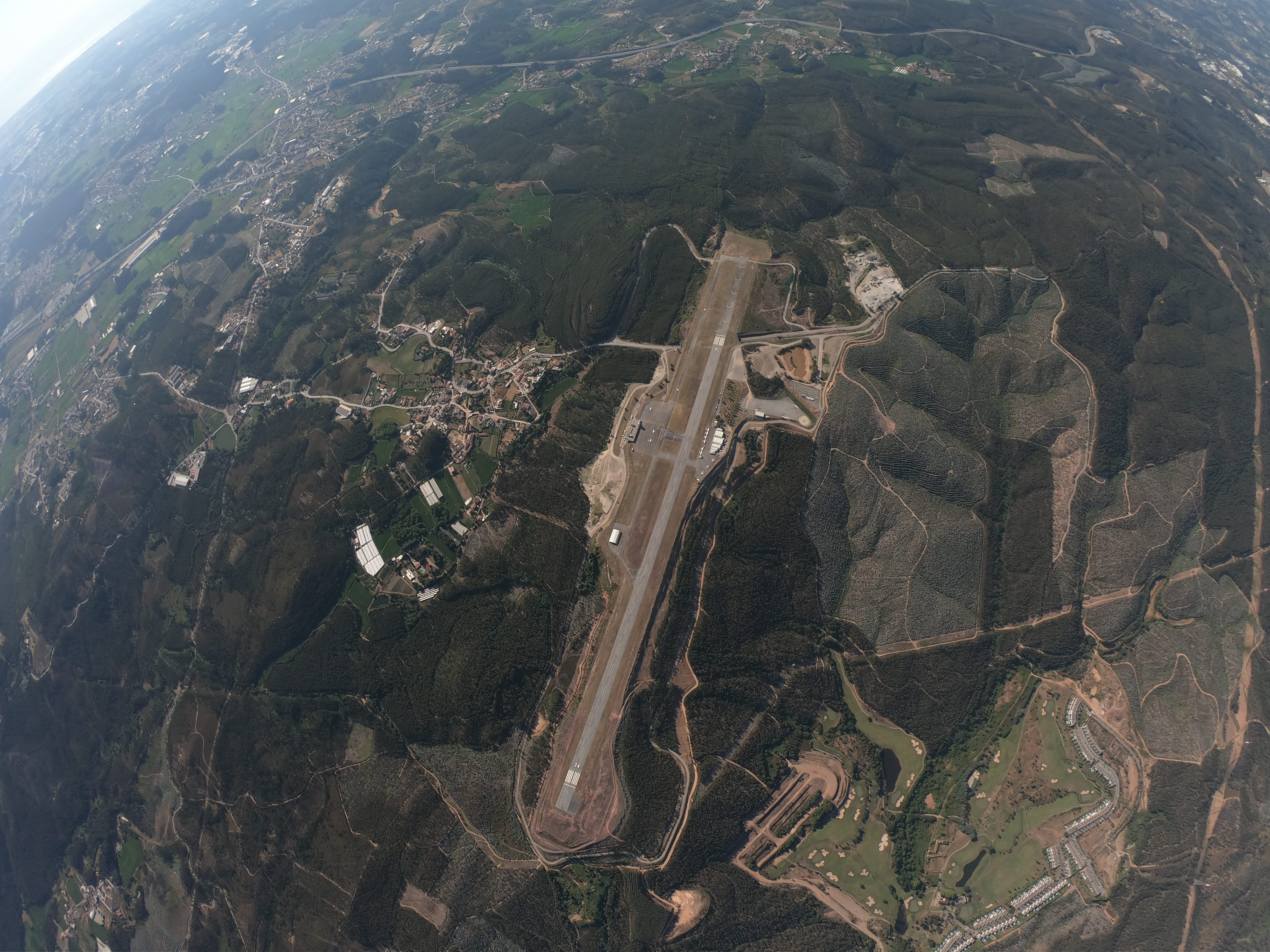
Fotografia aérea aos olhos de um paraquedista da escola de paraquedismo baseada no Aeródromo.

O aeródromo é propriedade da autarquia e a sua construção iniciou-se em 1992, tendo aberto ao tráfego aéreo no dia 8 de Agosto de 1995.
Nas suas instalações funciona uma escola e centro de paraquedismo Skydive Maia, responsável pela esmagadora maioria de passageiros embarcados neste aeródromo. Nesta infraestrutura está também sediada a Nortávia - Escola de Aviação, assim como o Aeroclube do Porto.